# New Seabury
New Seabury é um lugar designado pelo censo localizado no condado de Barnstable no estado estadounidense de Massachusetts. No Censo de 2010 tinha uma população de 717 habitantes e uma densidade populacional de 108,61 pessoas por km².

## Geografia
New Seabury encontra-se localizado nas coordenadas 41° 34′ 13″ N, 70° 28′ 51″ O. Segundo a Departamento do Censo dos Estados Unidos, New Seabury tem uma superfície total de 6.6 km², da qual 6.17 km² correspondem a terra firme e (6.55%) 0.43 km² é água.

## Demografia
Segundo o censo de 2010, tinha 717 pessoas residindo em New Seabury. A densidade populacional era de 108,61 hab./km². Dos 717 habitantes, New Seabury estava composto pelo 95.26% brancos, o 0.98% eram afroamericanos, o 0.56% eram amerindios, o 1.39% eram asiáticos, o 0% eram insulares do Pacífico, o 0.7% eram de outras raças e o 1.12% pertenciam a duas ou mais raças. Do total da população o 1.95% eram hispanos ou latinos de qualquer raça.